# Глогув-Малопольски
Глогув-Малопольски (пол. Głogów Małopolski) — город в Польше, входит в Подкарпатское воеводство, Жешувский повят. Имеет статус городско-сельской гмины. Занимает площадь 13,73 км². Население — 5156 человек (на 2006 год).

## История
В ходе Второй Мировой войны в боях за город погиб Иван Туркенич — один из лидеров подпольной организации "Молодая гвардия" и прототип героя одноимённого романа А. Фадеева. Изначально Иван Туркенич был похоронен в Глогуве-Малопольском, однако после войны его прах был перезахоронен на кладбище воинов советской армии в близлежащем городе Жешув.

## Фотографии

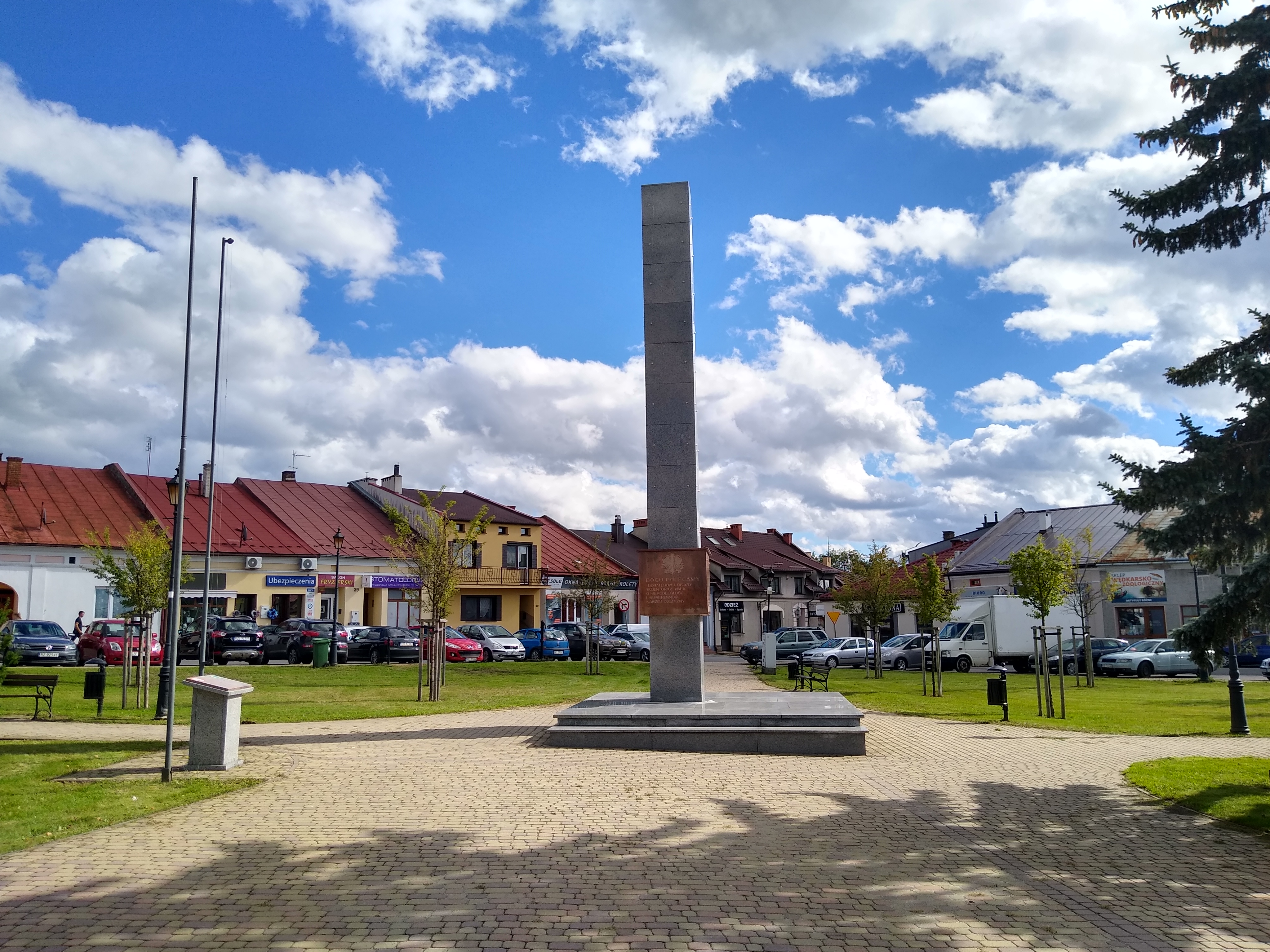
Памятник
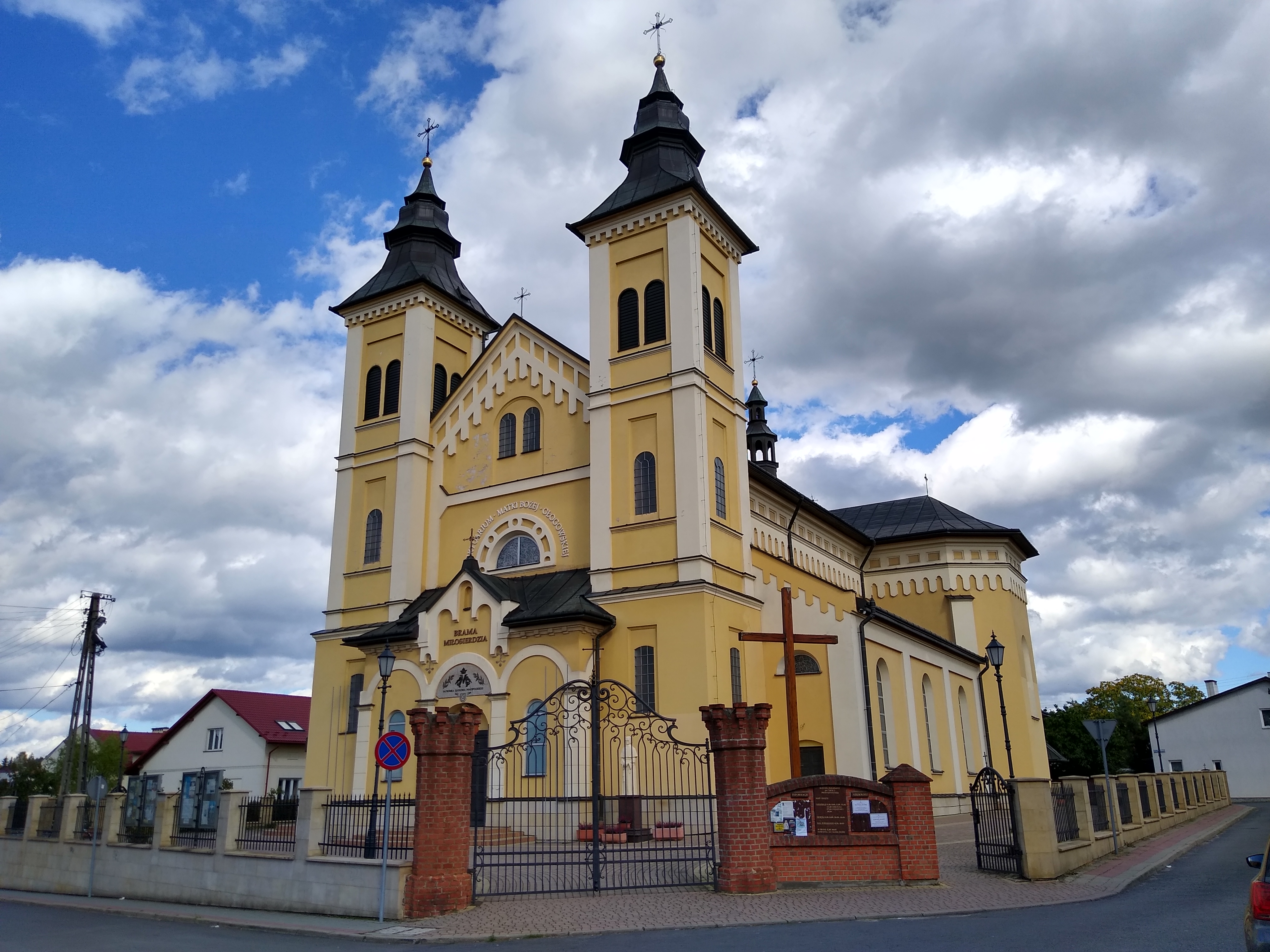
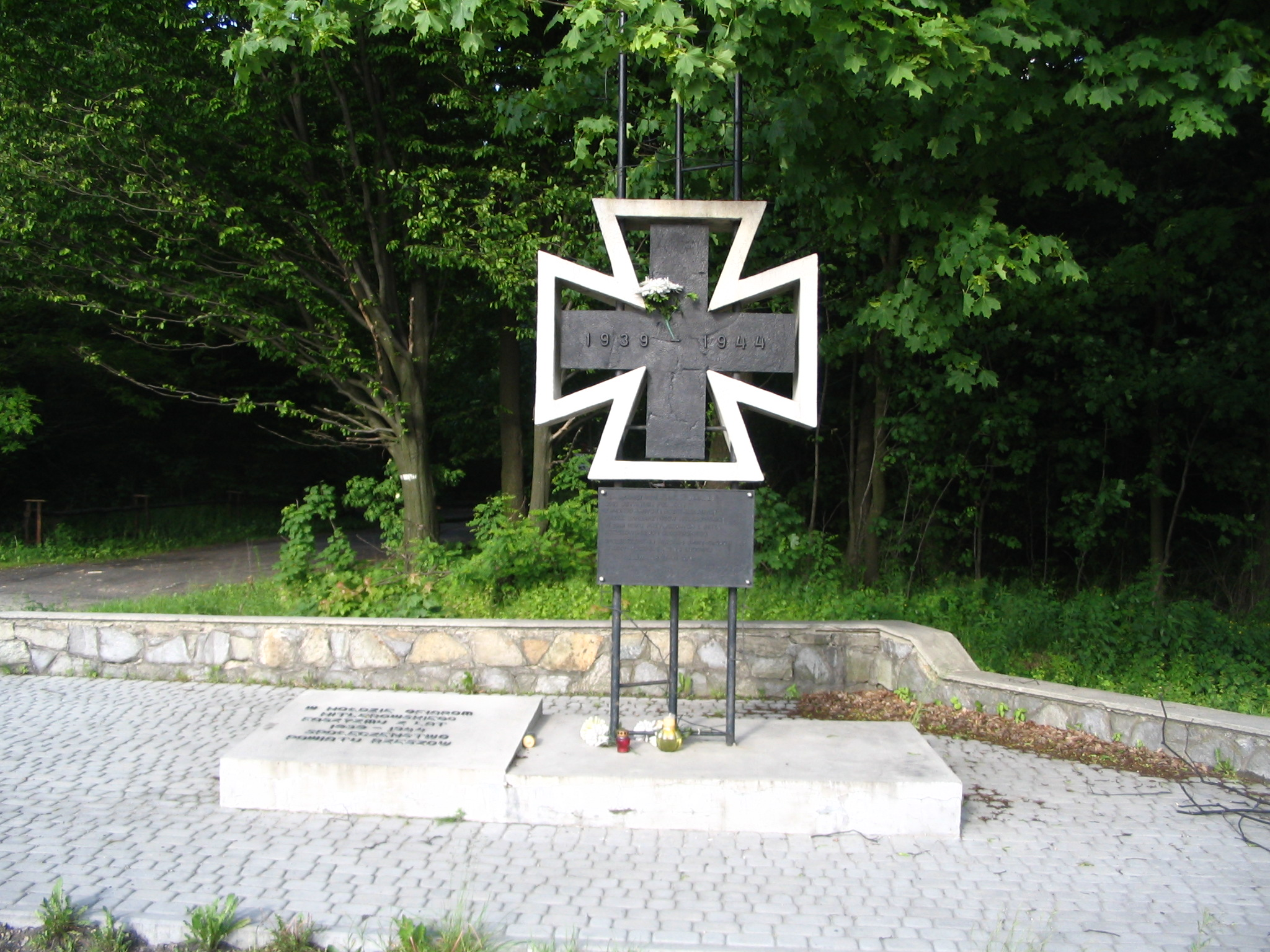
Памятник
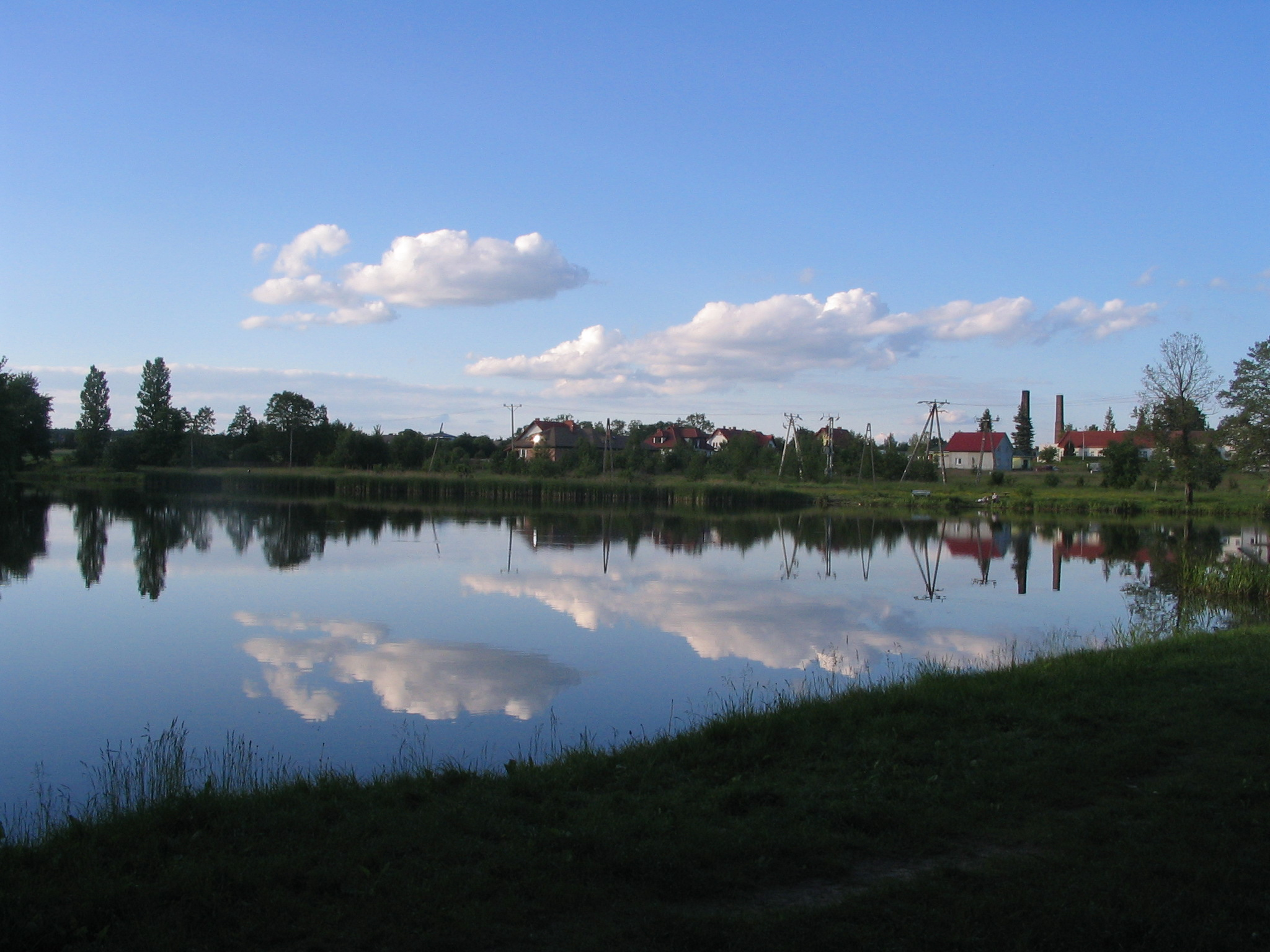